# Tatenen

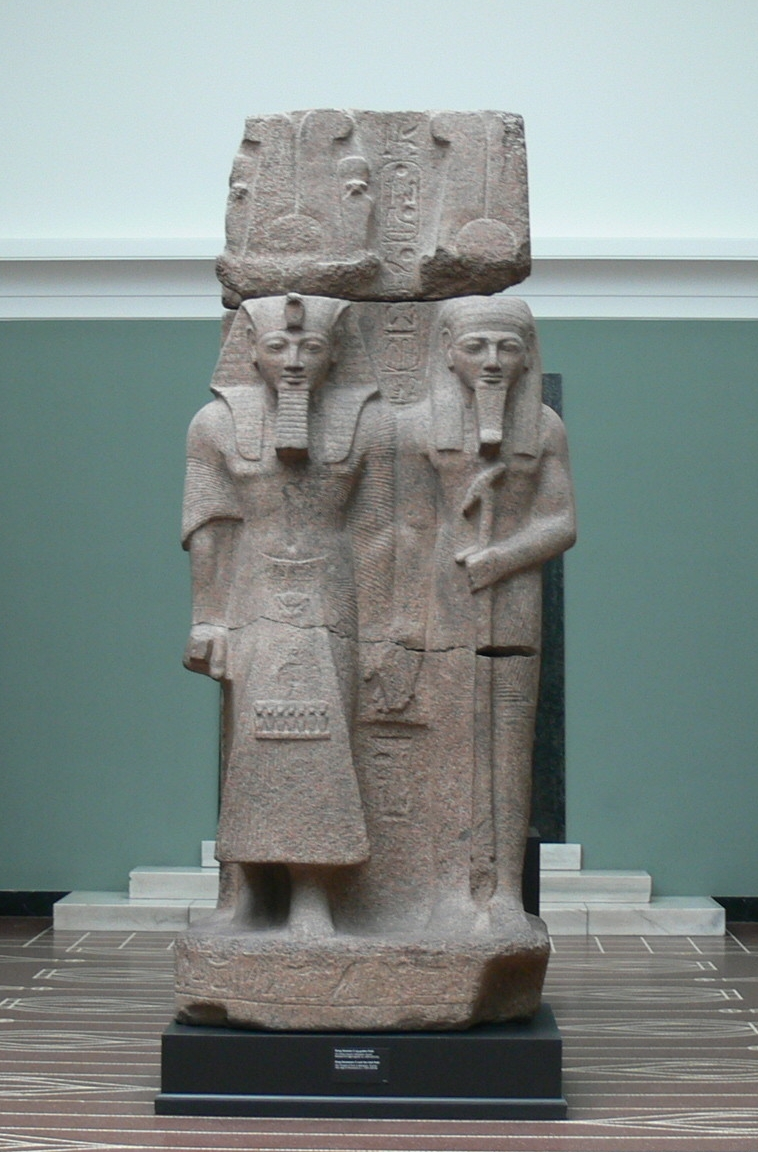
Estàtua de Ramsès II i Tatenen (Dreta), procedent de Memphis (Egipte), exposada a la Ny Carlsberg Glyptotek

Taten ('la terra que emergeix') era el déu creador (terrissaire), déu de la vegetació i de tot el que neix i creix sota terra, minerals, aigües subterrànies i d'alguns animals, segons la mitologia egípcia. El seu títol era el de «Pare de tots els déus».
Nom egipci: Tatenen, o Taten, que prové de la Deïtat grega: Cronos, Hefest el gran.

## Iconografia
Home amb ceptre, banyes retorçades i dos plomes. De vegades amb cap de moltó i corona amb dos plomes. També amb cap de serp. I pell de color verd.

## Mitologia
Encarna el turó primordial que va sorgir en els primers temps, en el naixement del món,
i l'associaven als terrenys que emergeixen quan disminuïa la crescuda del riu Nil.
Com a déu creador, viu a la Duat, i és protector dels difunts. Com deïtat de la vegetació és el responsable de la naturalesa que sorgeix dels seus dominis, té la pell verda i representa la terra cultivable i el renaixement, tant a la Terra com al Més Enllà.

## Epítets
Portava el títol de «Pare de tots els déus" i de "Senyor dels Jubileus» en la cerimònia de renovació del faraó, la Heb Sed.

## Sincretisme
Se'l va assimilar amb Ptah a Memfis, com Ptah-Tatenen, i amb el déu de la terra Geb. Possiblement amb Thot com «comptador del Temps».